# The Zutons
The Zutons är ett brittiskt indierockband bildat 2001 och baserat i Liverpool. 
De gav ut sin debutsingel "Devil's Deal" 2001 på skivbolaget Deltasonic. 2004 kom debutalbumet Who Killed...... The Zutons?, producerat av Ian Broudie. Albumet nominerades till Mercury Music Prize och gav bandet en nominering till årets brittiska genombrott på 2005 års BRIT Awards. Uppföljaren Tired of Hanging Around släpptes 2006.

## Medlemmar
Nuvarande medlemmar
- Dave McCabe – sång, gitarr
- Abi Harding – saxofon
- Sean Payne – trummor
- Russell Pritchard – basgitarr

Tidigare medlemmar
- Boyan Chowdhury – gitarr (2001–2007)

## Diskografi
Studioalbum
- 2004 – Who Killed...... The Zutons?
- 2006 – Tired of Hanging Around
- 2008 – You Can Do Anything

Livealbum
- 2004 – The Zutons Live
- 2008 – iTunes Live

Singlar (topp 40 på UK Singles Chart)
- 2004 – "Pressure Point" (#19)
- 2004 – "You Will You Won't" (#22)
- 2004 – "Remember Me" (#39)
- 2004 – "Don't Ever Think (Too Much)" (#15)
- 2004 – "Confusion" (#37)
- 2006 – "Why Won't You Give Me Your Love?" (#9)
- 2006 – "Valerie" (#9)
- 2006 – "Oh Stacey (Look What You've Done!)" (#24)
- 2008 – "Always Right Behind You" (#26)